# Saproscincus
Genre
Saproscincus est un genre de sauriens de la famille des Scincidae.

## Répartition
Les espèces de ce genre sont endémiques de l'Est de l'Australie.

## Liste des espèces
Selon The Reptile Database (12 décembre 2013) :
- Saproscincus basiliscus (Ingram & Rawlinson, 1981)
- Saproscincus challengeri (Boulenger, 1887)
- Saproscincus czechurai (Ingram & Rawlinson, 1981)
- Saproscincus eungellensis Sadlier, Couper, Colgan, Vanderduys & Rickard, 2005
- Saproscincus hannahae Couper & Keim, 1998
- Saproscincus lewisi Couper & Keim, 1998
- Saproscincus mustelinus (O’Shaughnessy, 1874)
- Saproscincus oriarus Sadlier, 1998
- Saproscincus rosei Wells & Wellington, 1985
- Saproscincus saltus Hoskin, 2013
- Saproscincus spectabilis (De Vis, 1888)
- Saproscincus tetradactylus (Greer & Kluge, 1980)

## Publication originale
- Wells & Wellington, 1984 "1983" : A synopsis of the class Reptilia in Australia. Australian Journal of Herpetology, vol. 1, no 3/4, p. 73-129 (texte intégral).